# Топлица (Арђеш)
Топлица (рум. Toplița) насеље је у Румунији у округу Арђеш у општини Малурени. Oпштина се налази на надморској висини од 506 m.

## Становништво
Према подацима из 2002. године у насељу је живело 1002 становника, од којих су сви румунске националности.